# غربت (مجموعه نمایش خانگی)
غُربت یک مجموعه نمایش خانگی ایرانی در ژانر درام و جنایی به نویسندگی و کارگردانی امیر پورکیان و به تهیه‌کنندگی صادق یاری است. نخستین قسمت از این مجموعه، جمعه ۱۹ مرداد ۱۴۰۳ از پلتفرم نماوا پخش شد.

## خلاصهٔ داستان
گروهی از قاچاقچیان مواد مخدر برای دور زدن صاحب کارشان و مهاجرت نیاز به سرمایه هنگفتی دارند و به همین دلیل دست به سرقتی بزرگ می‌زنند و…

## بازیگران[۹]
| بازیگر           | نقش                       |
| ---------------- | ------------------------- |
| آناهیتا درگاهی   | محبوبه                    |
| مهدی حسینی‌نیا    | فرهاد سالارزاده (فری چِزی) |
| بهاره کیان‌افشار  | صنم                       |
| ترلان پروانه     | وحیده                     |
| حسین مهری        | فرید                      |
| سوسن پرور        | باران                     |
| شهاب مظفری       | ادی مورفی                 |
| مهدی میامی       |                           |
| لادن ژاوه‌وند     | ننه بتول                  |
| حسین مسافرآستانه | مرد عتیقه‌فروش             |
| فرید قبادی       | سیدجلال                   |
| ستایش رجایی‌نیا   | احلام                     |
| حامد رسولی       | علی                       |
| ستاره پروین      | شاهرخ (ماهرخ)             |
| صفورا خوش‌طینت    |                           |
| لطف‌الله سیفی     | سیف‌الله                   |
| شهزاد صفوی       |                           |
| میثم مجاوری      |                           |
| علیرضا حنیفی     |                           |
| هدیه آزیدهاک     |                           |
| رابعه نیک‌طلب     | فهیمه                     |
| سامان مرادی      |                           |
| آیدا جعفری       |                           |
| مریم کیا         |                           |
| هدیه محقق        |                           |
| نادر بولفایی     |                           |
| سعید اژدرپور     |                           |
| نازنین فکرت      |                           |
| سارا طاهریان     |                           |
| ایرج رحمانی      |                           |

## حواشی
در این سریال تصاویری از حاشیه‌نشینی و سبک زندگی مردم عرب جنوب کشور به نمایش گذاشته شده بود که همراه با توهین به مردم عرب بود و سبب اعتراض‌های مختلفی شد.
در ۱۷ شهریور ۱۴۰۳، کارگردان این مجموعه، سریالی که اخیراً بعد از انتشار سه قسمت توقیف شد از رفع توقیف این مجموعه پس از اعمال اصلاحاتی خبر داد.